# Károly Kerényi
Károly Kerényi (n. 19 ianuarie 1897, Timișoara – d. 14 aprilie 1973, Zürich) a fost unul din filologii care au pus bazele studierii moderne a mitologiei Greciei antice și a studierii laice a religiilor.
Károly Kerényi a fost unul din cei mai mari erudiți și filologi ai secolului XX. A studiat mitul ca modalitate de cunoaștere, coroborându-și adesea tezele cu cele ale lui Carl Gustav Jung. Construirea unei "științe a mitului" este firul conductor ale principalelor sale opere: Mituri și mistere (1979), În labirint (1983), Fiicele soarelui (1991), Dionisio (1998).